# 里弗頓歷史區 (康乃狄克州巴克姆斯特德)
里弗頓（英語：Riverton）是位於美國康乃狄克州利奇菲爾德縣的一個鬼鎮。該地的面積和人口皆未知。

## 地理
里弗頓的座標為41°57′40″N 73°01′04″W / 41.96111°N 73.01778°W，而該地的平均海拔高度為156米（即512英尺）。